# 25688 Hritzo
25688 Hritzo este un asteroid din centura principală de asteroizi.

## Descriere
25688 Hritzo este un asteroid din centura principală de asteroizi. A fost descoperit pe 5 ianuarie 2000 la Socorro, New Mexico, în cadrul proiectului LINEAR. Asteroidul prezintă o orbită caracterizată de o semiaxă mare de 3,15 ua, o excentricitate de 0,06 și o înclinație de 6,1° în raport cu ecliptica.